# El cochecito
El cochecito ("Den lilla bilen") är en spansk komedifilm från 1960 i regi av Marco Ferreri, med José Isbert i huvudrollen. Den handlar om en äldre man som blir besatt av idén att ha en motordriven rullstol.
Filmen bygger på en roman av Rafael Azcona, som själv skrev manuset. Året före hade Ferreri och Azcona samarbetat med filmen El pisito. Azcona fick idén till El cochecito när han väntade vid ett övergångsställe och såg en stor grupp människor åka förbi med motordrivna rullstolar, på väg hem från en match med Real Madrid på Santiago Bernabéu-stadion. Filmen tilldelades FIPRESCI-priset vid filmfestivalen i Venedig 1960.

## Medverkande
- José Isbert som Don Anselmo Proharán
- Pedro Porcel som Carlos Proharán
- José Luis López Vázquez som Alvarito
- María Luisa Ponte som Matilde
- Antonio Gavilán som Don Hilario
- Lepe som Don Lucas
- Chus Lampreave som Yolanda
- Ángel Álvarez som Álvarez
- Carmen Santonja som Julita
- Antonio Riquelme som doktor